# Ida Maze
Ida Maze (yiddish : אײַדע מאַזע , Ayda Mazeh ) (9 juillet 1893 - 13 juin 1962), également connue sous les noms d'Ida Maza et d'Ida Massey, est une poète canadienne de langue yiddish. Sa maison à Montréal devient un salon littéraire et elle-même devient une figure maternelle pour les auteurs canadiens de langue yiddish.

## Biographie
Maze est née Ida Zhukovsky à Ugli (ou Ogli), un village au sud de Minsk en Biélorussie tsariste, l'une des sept enfants de Shimon Zukofsky, un aubergiste, et de Musha Govezniansky. Elle était également liée à l'auteur yiddish Mendele Mocher Sforim. Elle avait environ un an d'éducation cheder mais était par ailleurs autodidacte. À l'âge de quatorze ans, elle, ses parents et une sœur émigrent à New York et s'installent à Montréal l'année suivante. En 1912, elle épouse Alexander Massey (né Ellie-Gershon Maze, v. 1893–1961), un vendeur ambulant d'accessoires vestimentaires pour hommes et parent du leader sioniste Jacob Maze. Ils eurent trois fils, Bernard (vers 1913–1923), Israël (1918–1962) et Irving Massey (né en 1924).
Elle commence à écrire en 1928 en réaction à la mort de son fils aîné Bernard et ces poèmes composent sa première collection, A Mame (אַ מאַמע , 'Une mère', 1931). La plupart de son travail a pour sujets ou est pour les enfants. Elle continue en publiant Lider far kinder לידער פאר קינדער , 'Songs for Children', 1936), Naye lider נייע לידער , 'New Songs', 1941), et Vakhsn Mayne kinderlech וואקסן מיינע קינדערלעך , « Mes enfants grandissent », 1954). Un roman basé sur ses souvenirs d'enfance, Dineh: Autobiografishe dertseylung דינאַ: אויטוביאגראפישע דערציילונג , «Dina: An Autobiographical Story», 1970), est publié à titre posthume. Elle a publié des poèmes dans nombre de revues et d'anthologies, dont Yidish amerike (« Yiddish America », édité par Noah Steinberg, 1929) et The Golden Peacock (édité par Joseph Leftwich, 1939). Elle a également co-édité la revue Heftn de 1935 à 1937.
Maze devient le chef d'un salon littéraire où les écrivains, poètes et artistes yiddish se réunissaient et partageaient leur travail : ceci inclut les écrivains N.Y. Gottlib, A. Sh. Shkolnikov, Shabse Perl, Moyshe Shaffir, Mirl Erdberg-Shatan, Esther Segal, JI Segal, Yudika et Kadia Molodowsky, le peintre Louis Muhlstock, et, dans les années 1940 et au-delà, Melech Ravitch, Rokhl Korn et d'autres réfugiés et survivants du nazisme en Europe.
Maze était au centre de la communauté artistique de langue yiddish de Montréal, à la fois par le salon à son domicile et par des groupes de lecture et d'autres programmes qu'elle dirigeait à la Bibliothèque publique juive. Elle a aidé d'autres membres de la communauté juive dans leur travail littéraire, leur recherche d'un emploi ou l'obtention de visas et de permis. L'une de ces écrivains qu'elle a aidés était une adolescente Miriam Waddington, qui s'est souvenue plus tard : « Elle s'est donnée entièrement et attentivement au poème ; elle a nourri la faim spirituelle et le désir de ces écrivains yiddish étrangement variés chaque fois qu'ils avaient besoin d'elle ».

### En français
1. Chantal Ringuet, "L'engagement littéraire et communautaire d'Ida Maze, la "mère des écrivains yiddish montréalais"", Globe. Revue internationale d'études québécoises, vol. 12, no 1, 2009, p. 149-166. URI: https://id.erudit.org/iderudit/1000774ar
2. Chantal Ringuet, "Un salon yiddish", À la découverte du Montréal yiddish, Montréal, Fides, 2011, p. 193-197.

### En anglais
1. 1. ↑  (en) Adam Fuerstenberg, « Ida Maze », dans Jewish Women: A Comprehensive Historical Encyclopedia (lire en ligne)
  2. 1 2 3  (en) Margolis, « Remembering Two of Montreal's Yiddish Women Poets: Esther Segal and Ida Maza », Nashim: A Journal of Jewish Women's Studies & Gender Issues, no 19,‎ 2010, p. 141–173 (DOI 10.2979/nas.2010.-.19.141, JSTOR 10.2979/nas.2010.-.19.141)
  3. ↑  Waddington, « Mrs. (Ida) Maza's salon », Canadian Woman Studies, vol. 16,‎ 1996, p. 119–22

## Sources
- Massey, Irving. Identity and Community: Reflections on English, Yiddish, and French Literature in Canada. (Detroit: Wayne State U.P., 1994).